# داگمار ریدل
داگمار آن ریدل (به آلمانی: Dagmar Ann Riedel)، پژوهشگر و دانش‌آموختهٔ تاریخ اسلام و ادبیات قرون‌وسطاییِ فارسی و عربی در دانشگاه هامبورگ و دانشگاه ایندیانا است. پایان‌نامهٔ او دربارهٔ «تضادشناسی فارسی و عربی» در سال ۲۰۰۵، برندهٔ جایزهٔ بنیاد ایران‌شناسی شد. در سال ۲۰۰۵ـ۲۰۰۶، او عضو پیمانکاری در پروژهٔ متون خطی عربی در کتابخانهٔ چستربیتی دوبلین ایرلند شد. او در دانشگاه‌های ایندیانا و هامبورگ تدریس کرده‌است. تحقیقات فعلی او متمرکز بر تاریخچهٔ اسلام‌شناسی در غرب و انتقال دانش در جهان اسلام است.
دکتر ریدل دستیار احسان یارشاطر در هیئت ویراستاری دانشنامهٔ ایرانیکا است. او هم‌اکنون کمک‌پژوهشگر در مرکز ایران‌شناسی دانشگاه کلمبیا است.

## آثار
- Dagmar Riedel, "KALILA WA DEMNA i. Redactions and circulation" in Encyclopædia Iranica, Vol. XV, Fasc. 4, pp. 386-395
- Siegfried Weber and Dagmar Riedel, "Mojmal al-tawariḵ wa'l-qeṣaṣ", in Encyclopædia Iranica, http://www.iranicaonline.org/articles/mojmal-al-tawarik
- Werner Ende, Bert Fragner, Dagmar Riedel, "Bertold Spuler (1911–1990)", in Encyclopædia Iranica, http://www.iranicaonline.org/articles/spuler-bertold
- Dagmar Riedel, "GOTTHEIL, RICHARD JAMES HORATIO", in Encyclopædia Iranica, http://www.iranicaonline.org/articles/gottheil-richard-james-horatio